# Josep Carles d'Àustria
Josep Carles d'Àustria (alemany: Joseph Karl von Österreich)  (Bratislava, 2 de març de 1833 - Rijeka, 13 de juny de 1905) fou Arxiduc d'Àustria, príncep d'Hongria i de Bohèmia amb el doble tractament d'altesa reial i imperial. Fou el cap de la branca palatina de la Casa d'Àustria.

## Biografia
Era fill de l'arxiduc Josep Antoni d'Àustria i de la duquessa Maria Dorotea de Württemberg. Per via paterna era net de l'emperador Leopold II d'Àustria i de la infanta Maria Lluïsa d'Espanya; i per via materna era net del duc Lluís de Württemberg i de la princesa Enriqueta de Nassau-Weilburg.
Com molts membres menors de les famílies reials, l'arxiduc Josep Karl va entrar a l'exèrcit. Es va convertir en General de Divisió a l'Exèrcit Austríac el 1860. Durant la Guerra Austro-Prussiana va comandar una Brigada a l'Exèrcit del Nord i tenia tres cavalls disparats sota ell a la Königgrätz. El 1867, va es va convertir en Palatí d'Hongria després de la mort del seu mig germà sense fills, l'Arxiduc Esteve, Palatí d'Hongria, encara que el càrrec en aquell moment era només simbòlic.
L'arxiduc tenia un interès per la idioma romaní i de tant en tant escrivia sobre aquest tema a Albert Thomas Sinclair, un advocat nord-americà que compartia aquest interès. Una biografia de Sinclair assenyala que l'arxiduc va enviar una còpia de la seva obra, "un gran volum d'octavo ben enquadernat. És una obra filològica molt important i valuosa que compara les paraules del gitana amb el sànscrit, Persa hindú, etc".
Ja a finals de la dècada de 1880, l'arxiduc Josep va advocar per convertir el pobre poble de pescadors de Crikvenica en un nou centre de salut. El 1895 s'hi va obrir el Gran Hotel que porta el nom de l'arxiduc.
La seva residència era el Palau de l'Arxiduc Josep a Budapest.
El 12 de maig de 1864 contragué matrimoni a Coburg als 31 anys amb la princesa Clotilde de Saxònia-Coburg Gotha. Clotilde era filla del príncep August de Saxònia-Coburg Gotha i de la princesa Clementina d'Orleans. La parella s'instal·la a Alcsút (Hongria) i tingueren set fills:
- SAIR l'arxiduquessa Elisabet d'Àustria, nada a Alcsút el 1865 i morta a la mateixa localitat el 1866.
- SAIR l'arxiduquessa Maria Dorotea d'Àustria, nada a Alcsút el 1867 i morta a la mateixa localitat el 1932. Es casà a Viena el 1896 amb el príncep Felip d'Orleans.
- SAIR l'arxiduquessa Margaria d'Àustria, nada el 1870 a Alcsút i morta el 1955 a Ratisbona. Es casà el 1890 a Budapest amb el príncep Albert de Thurn und Taxis.
- SAIR l'arxiduc Josep August d'Àustria, nat el 1872 a Alcsút i mort el 1962 a Rain bei Straubing. Es casà el 1893 a Múnic amb la princesa Augusta de Baviera.
- SAIR l'arxiduc Ladislau d'Àustria, nat a Alcsút el 1875 i mort a Budapest el 1915.
- SAIR l'arxiduquessa Elisabet d'Àustria, nada a Alcsút el 1883 i morta a Ratisbona el 1958.
- SAIR l'arxiduquessa Clotilde d'Àustria, nada a Fiume el 1884 i morta a Alcsút el 1903.